# Анреп, Глеб Васильевич фон
Глеб Васильевич фон Анреп (во время жизни в Великобритании и Египте — англ. Gleb Vassilievitch von Anrep; 1889 — 1955) — русский, позднее британский физиолог, ученик академика Ивана Павлова. С 1920 года — в эмиграции (сначала в Великобритании, затем в Египте). Член Лондонского королевского общества (1928). Член Британского физиологического общества (1913), лауреат премии Э. Шарпей-Шефера.
Автор нескольких открытий в области физиологии высшей нервной деятельности; в честь Глеба фон Анрепа назван открытый им «эффект Анрепа».

## Биография
Глеб фон Анреп родился 10 сентября 1889 года в Санкт-Петербурге в семье известного медика — физиолога, фармаколога и токсиколога — Василия Константиновича фон Анрепа (1852—1927), члена III Государственной думы (1907—1912), представителя древнего остзейского дворянского рода Анрепов. Мать Глеба — Прасковья Михайловна фон Анреп, урождённая Зацепина (1857—1918). Кроме Глеба, в семье воспитывались его родной старший брат Борис Васильевич фон Анреп (1883—1969), который стал живописцем и поэтом, а также двое сыновей Прасковьи Михайловны от первого брака, Владимир и Эраст. Борис и Глеб были названы в честь первых русских святых Бориса и Глеба, братьев-страстотерпцев, святых покровителей Русской земли.
После окончания гимназии Глеб фон Анреп в 1908 году поступил в Императорскую Военно-медицинскую академию (ИВМА, сейчас — Военно-медицинская академия имени С. М. Кирова). Заинтересовавшись деятельность академика Павлова (который с 1896 года возглавлял в ИВМА кафедру физиологии), стал специализироваться по физиологии, а с 1912 года начал заниматься исследовательской работой в лаборатории Павлова. В 1913 году, в последний год обучения, Анреп вместе с несколькими другими студентами был исключён из ИВМА «за неподчинение приказу военного министра об отдаче воинской чести студентами, наряду с рядовыми армии», однако ему удалось в том же году закончить своё медицинское образование в Императорском Юрьевском университете (сейчас — Тартуский университет).
В начале Первой мировой войны Глеб фон Анреп был мобилизован, работал врачом в полевом госпитале, за воинскую храбрость был награждён Георгиевским крестом. В 1916 году был демобилизован после ранения, в марте того же года был прикомандирован к ИВМА и снова стал заниматься научной работой на кафедре физиологии под руководством академика Павлова.
С 1918 года — в армии Деникина, с 1920 года — в эмиграции в Великобритании. Некоторые время работал в должности ассистента в Университетском колледже Лондона. Защитив диссертацию в Лондонском университете, получил степень доктора медицины. С 1926 года — на преподавательской работе в Кембриджском университете в должности доцента, читал лекции по физиологии. В 1928 году был избран действительным членом ведущего научного общества Великобритании — Лондонского королевского общества.
Во время жизни в Великобритании Анреп продолжал поддерживать тесные отношения с академиком Павловым, в 1920-х годах переписывался с ним и неоднократно встречался на международных конгрессах (в частности, в 1923 году в Эдинбурге, в 1929 году в Бостоне и Нью-Хейвене), помогал ему с переводами докладов на английский язык. В 1927 году в Оксфорде вышла книга Павлова «Лекции о работе больших полушарий головного мозга» в переводе Глеба фон Анрепа.
В 1931 году Анреп вместе с семьёй переехал в Египет, где возглавил кафедру физиологии Каирского университета. На этой должности он пробыл почти до конца своей жизни. Скончался в Каире 9 января 1955 года от сердечного приступа.

## Вклад в науку
В области физиологии высшей нервной деятельности Анрепом было сделано несколько открытий, среди которых — так называемое явление «статистической иррадиации», а также описание наличия максимума тормозного напряжения коры головного мозга. Кроме того, он изучал восстановительные процессы в поджелудочной железе, деятельность слюнных желез, рефлекторные воздействия на сердечный ритм и пр.
В Египте Анреп занимался исследованиями в области кардиологии, в том числе изучал воздействие таких веществ, как адреналин, аденозин, нитриты и папаверин на коронарные артерии человека. Многие его работы этого периода посвящены лечению ишемической болезни сердца, эффективной терапии для которой в то время не существовало.
В честь Глеба фон Анрепа назван «эффект Анрепа» — механизм саморегуляции деятельности сердца, проявляющийся в том, что при повышении давления в аорте усиливаются сердечные сокращения, в результате чего сердце выбрасывает прежний объём крови. Описание этого эффекта было впервые опубликовано Анрепом в 1912 году.